# Świerczyna (powiat leszczyński)
Świerczyna – wieś w Polsce położona w województwie wielkopolskim, w powiecie leszczyńskim, w gminie Osieczna.

## Położenie
Wieś położona w otoczeniu lasów i jezior (Świerczyńskie Wielkie, Świerczyńskie Małe, Góreckie, Ominino). Leży na tzw. szlaku św. Jakuba. Na południe od wsi pagórki (146 m n.p.m.) pozostałości po zatrzymaniu się lodowca. Świerczyna leży około 6 kilometrów na południowy zachód od Krzywinia i mniej więcej tyle samo na północny wschód od Osiecznej.

## Nazwa
Miejscowość ma metrykę średniowieczną i jest notowana od początku XIV wieku. Po raz pierwszy w 1304 w formie Swirczyna, 1319 Swirchina, 1323 Swirczina, 1420 Swirczino, 1427 Swerczyno, 1429 Swyrczyna, 1430 Swyrczina, 1434 Swirzczina, 1462 Swerczina, 1490 Swyrzczina, 1491 Swierczyna, 1508 Szwyerczyna, 1509 Szwyrczyna, 1530 Swyrcznia
W 1890 roku jako urzędową nazwę wsi Słownik geograficzny Królestwa Polskiego wymienia nazwę Swierczyn.

## Historia

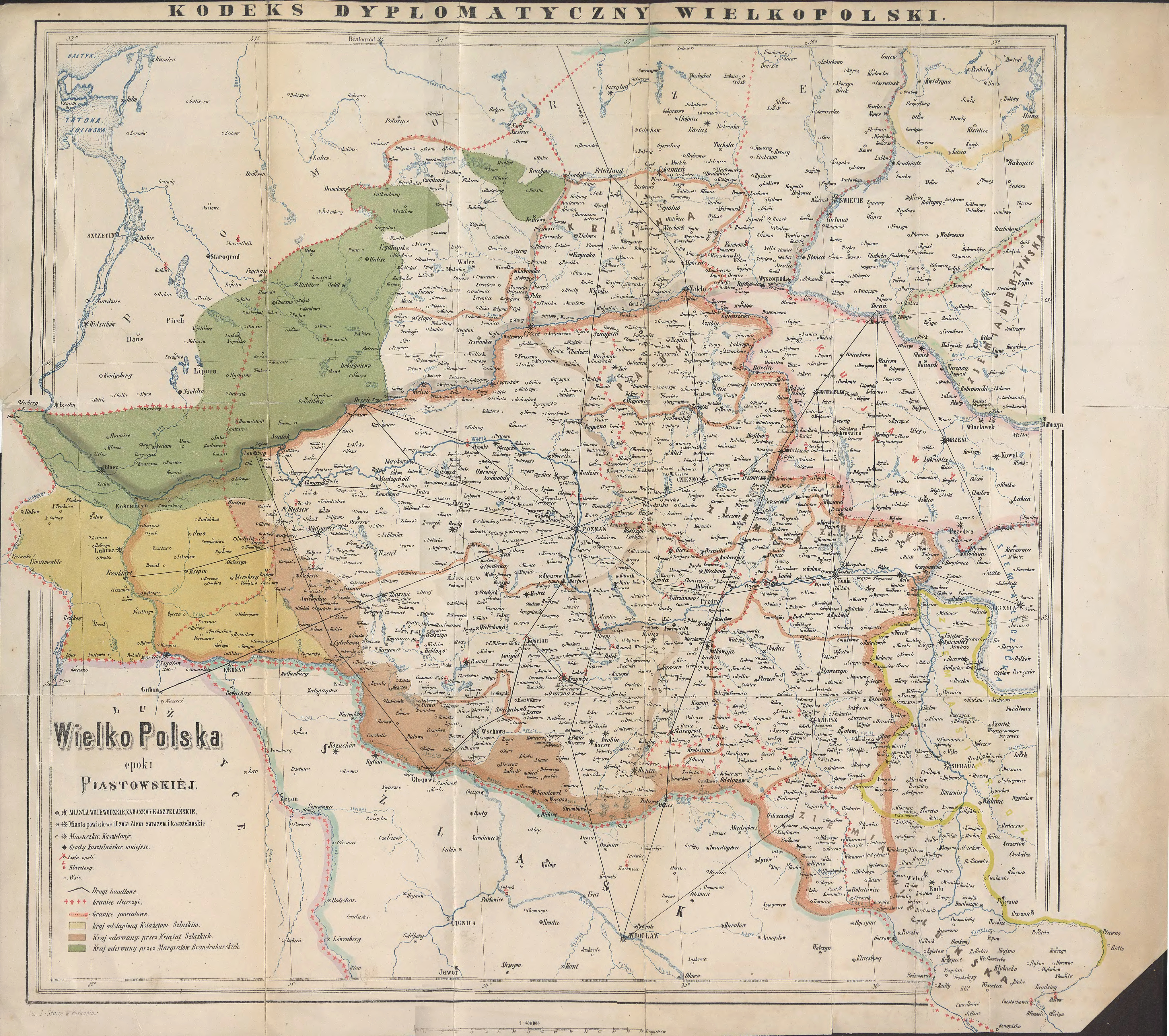
Świerczyna na historycznej mapie Wielkopolski sporządzonej w 1888 roku według danych zaczerpniętych z Kodeksu dyplomatycznego

Wieś wspomniana została 26 marca 1308 w Księdze zmarłych,  kiedy Maciej ze Świerczyny zapisał klasztorowi lubińskiemu wieś Graby. Jako syn Jana ze Świerczyny został on wymieniony ponownie w kolejnym dokumencie z 1323 zawartym w Kodeksie dyplomatycznym Wielkopolski.
Miejscowość była wsią szlachecką należącą do polskiej szlachty. Początkowo prawdopodobnie stanowiła własność magnackiej familii Leszczyńskich herbu Wieniawa. Od początku XV wieku należała do rodu Borków z Gryżyny. W 1415 roku wieś była własnością Andrzeja Borka, a w 1462 należała do pochodzących z tego rodu Macieja i Piotra Borków z Gostynia. Miejscowość na przełomie XVI-XVII wieku przeszła w ręce Malczewskich, a później Modlibowskich.
Pierwszy kościół z drewna istniał we wsi jeszcze przed 1412. W 1650 zastąpiony został nową budowlą z fundacji kasztelana lędzkiego Wojciecha Malczewskiego. Kościół ten odnowił Maciej Malczewski w 1720, a w 1853 Jan Modlibowski przystawił do niego murowaną kaplicę Przemienienia Pańskiego.
W 1580 roku wieś leżała w powiecie kościańskim województwa poznańskiego w Rzeczypospolitej Obojga Narodów. Według zachowanego historycznego spisu podatkowego w 1580 we wsi było 11 i 3/4 łanów osadniczych oraz 3 łany puste, a także 2 zagrodników, 2 rzemieślników, 7 rybaków. We wsi odnotowany został wówczas również wiatrak.
Szkoła oraz szpital w miejscowości istniały już przed 1667. Szkoła parafialna w Świerczynie funkcjonowała również w XIX wieku.

### Zabory Polski
Wskutek II rozbioru Polski w 1793, Świerczyna, jak cała Wielkopolska,  znalazła się w zaborze pruskim.
W XIX-wiecznym Słowniku geograficznym Królestwa Polskiego miejscowość wymieniona została jako wieś oraz dwór Świerczyna w powiecie wschowskim, dekanacie śremskim. Wieś wraz z częścią Bedrychowa tworzyła okręg wiejski mający 40 domów, w których mieszkało 296 mieszkańców w tym 288 katolików, 8 protestantów. Całość obejmowała 388 hektarów powierzchni w tym 248 roli, 48 łąk oraz 4 lasu. Część dworska z drugą częścią Bedrychowa, Bielawami i Chmiełkowem tworzyła okręg dworski mający 15 domów i 234 mieszkańców w tym 230 katolików i 4 protestantów. W sumie liczył on 1340 hektarów w tym 528 roli,358 łąk oraz 213 lasu. Dwór należał do Karola Modlibowskiego.

### Dwudziestolecie międzywojenne
W okresie międzywojennym we wsi znajdowała się 5-klasowa szkoła elementarna oraz kościół parafialny św. Łukasza Ewangelisty. Prężnie działało miejscowe Kółko Rolnicze, które 19 września 1926 obchodziło 25 lecie działalności. W czasie obchodów w miejscowości zorganizowano wystawę rolniczo-przemysłową, którą odwiedziło ok. trzy tysiące osób.

### II wojna światowa
W wyniku II wojny światowej miejscowość znalazła się pod niemiecką okupacją. Armia niemiecka zajęła wieś 7 września 1939 roku. Żołnierze Wehrmachtu mianowali na sołtysa miejscowego Niemca i udali się do Krzywinia; codziennie jednak patrolowali okolicę w tym Świerczynę. 20 września oddział saperów zajął miejscową szkołę. Miejscowość podobnie jak całą Wielkopolskę wcielono do III Rzeszy jako tzw. Kraj Warty. Zamknięto polską szkołę i zamieniono ją na szkołę niemiecką, w której mogły uczyć się tylko dzieci Niemców. Dwóch mieszkańców Świerczyny: Łukasz Kędziora oraz Józef Hyżyk zmarło w niemieckich obozach koncentracyjnych.
Większość polskich rolników wysiedlono z Kraju Warty do Generalnego Gubernatorstwa w ramach masowych wysiedleń Polaków z Wielkopolski. Miejscowi rolnicy stracili swoje gospodarstwa na rzecz Niemców przesiedlanych do Wielkopolski w ramach niemieckiej akcji kolonizacyjnej Heim ins Reich. 20 stycznia 1945 Niemcy ewakuowali się ze wsi przed zbliżającym się frontem. Pierwsi żołnierze radzieccy przybyli do wsi 25 stycznia 1945.

### Okres powojenny
Za datę wyzwolenia spod okupacji niemieckiej przyjmuje się datę pojawienia we wsi czołówek patrolowych armii radzieckiej. 26 lutego 1945 kierownik szkoły podstawowej Adam Konieczny wznowił jej działalność.
10 stycznia 1953 we wsi utworzona została Rolnicza Spółdzielnia Produkcyjna (RSP). 3 października 1957 miejscowość objęta została elektryfikacją i podłączono ją do trakcji elektrycznej.
W latach 1975–1998 miejscowość należała administracyjnie do województwa leszczyńskiego.
12 września 2010 roku wieś obchodziła 700- tną rocznicę swego powstania. Datę tę należy traktować orientacyjnie, ale w oparciu o istniejące materiały źródłowe. Uroczystość zorganizowana została przez władze samorządowe [gminy Osieczna].

## Zabytki
- XVII-wieczny kościół parafialny pw. św. Łukasza Ewangelisty,
- XVII-wieczny wiatrak koźlak
- XVIII-wieczna kaplica cmentarna i cmentarz parafialny (Kaplica spłonęła doszczętnie w 2003 roku. Obecna odbudowana).